# エル・カミーノ・クリスマス
『エル・カミーノ・クリスマス』（El Camino Christmas）は、2017年のアメリカ合衆国のコメディ映画。デヴィッド・E・タルバートが監督を務めた。出演はルーク・グライムス、ヴィンセント・ドノフリオ、ダックス・シェパード、カートウッド・スミス、ミッシェル・マイレット、エミリオ・リヴェラ、キンバリー・クイン、ジミー・O・ヤン、ジェシカ・アルバ、ティム・アレン。2017年12月8日よりネットフリックスで配信された。

## ストーリー
とある田舎町。そこを一人の若者が人探しのために訪れた。しかし若者は些細な誤解から麻薬の売人だと容疑をかけられ、悪徳保安官代理から追われる破目になってしまう。ついに彼は町の小さな酒店へ逃げ込むが、成り行きからたまたま居合わせた客を巻き込み、立てこもり事件へと事態を発展させてしまう。
そして迎えたクリスマス・イヴ。誤解から生じた立てこもり事件は、ついに銃撃戦へと発展してしまう。

## キャスト
※括弧内は日本語吹替
- エリック・ロス - ルーク・グライムス（森田成一）
- カール・フッカー - ヴィンセント・ドノフリオ（玄田哲章）
- ビリー・カルホーン - ダックス・シェパード（木内秀信）
- ボブ・フラー - カートウッド・スミス（池田勝）
- ケイト・ダニエルズ - ミッシェル・マイレット（瀬戸麻沙美）
- ヴィセンテ・クルス - エミリオ・リヴェラ（山本満太）
- ジュールズ・ダニエルズ - キンバリー・クイン（英語版）（麻生侑里）
- マイク - ジミー・O・ヤン（金城大和）
- ベス・フラワーズ - ジェシカ・アルバ（渡辺明乃）
- ラリー・マイケル・ロス - ティム・アレン（磯部勉）